# Yttilä
Yttilä es una aldea del municipio de Säkylä, en la región de Satakunta, Finlandia.

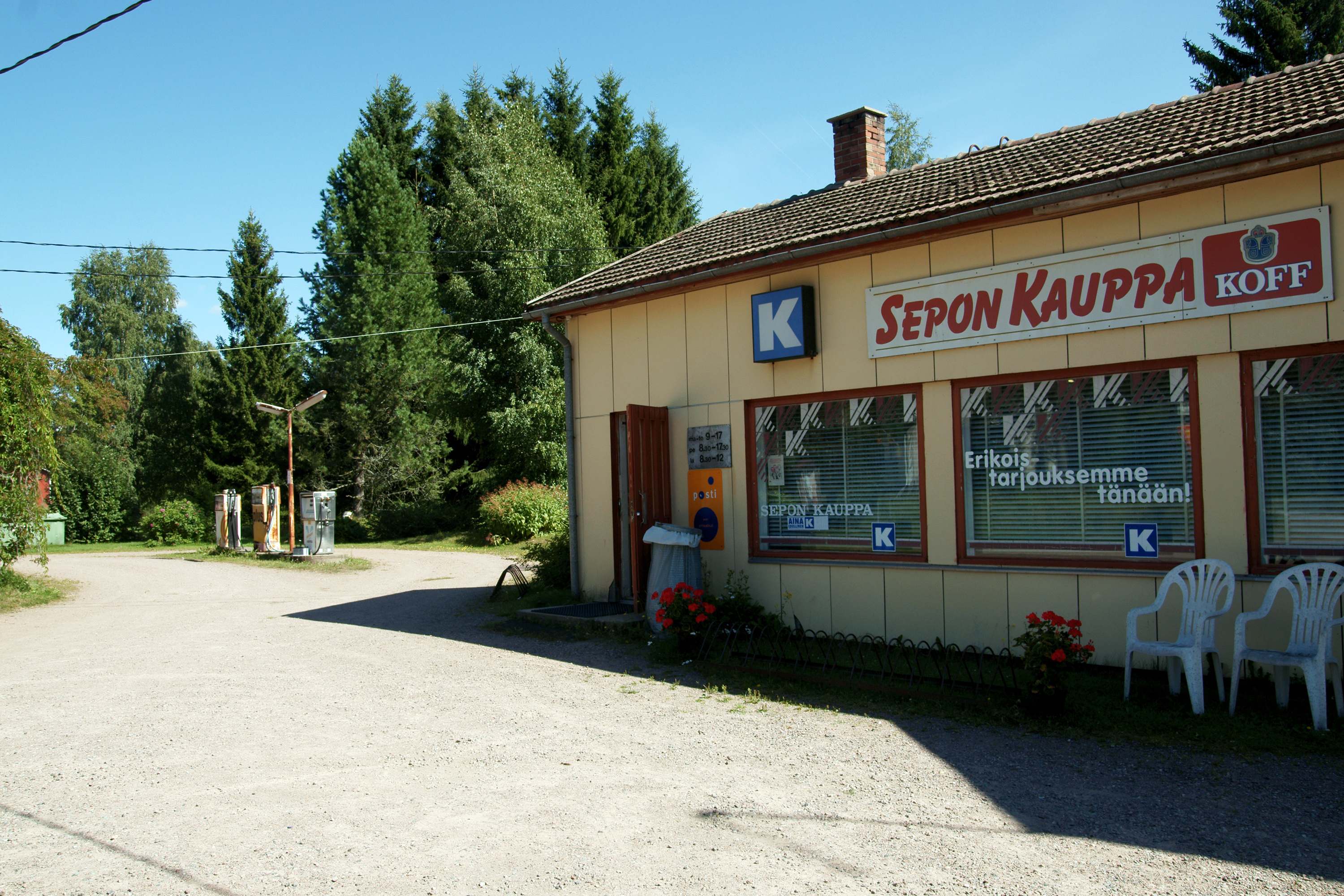
Antigua estación de servicio de Yttilä.

## Iglesia
La iglesia del pueblo se erige hacia el norte, con el atrio de la iglesia contiene un número de tumbas de guerra que se remonta a la Segunda Guerra Mundial.

## Cultura
El videojuego My Summer Car cuenta con un lugar ficticio llamado Peräjärvi, inspirado parcialmente por Yttilä. Johannes Rojola, el autor principal del juego, confirmó en 2017 que el pueblo se utilizó como fuente de inspiración.